# Santuario di Pandion
Il santuario di Pandion o Pandione era un recinto sacro posto al termine della via sacra dell'Acropoli di Atene, appena a sud-est del muro costruito da Cimone (471 a.C.). Era un heroon (luogo sacro dell'eroe) dedicato a Pandione, leggendario re di Atene, e alle feste che si tenevano in suo onore. Il primo santuario risale probabilmente al primo periodo classico, ma fu sostituito da uno nuovo intorno al 430 a.C.
Si trattava di un recinto rettangolare a cielo aperto, di 40 m x 17,5 m, separato in due parti da un muro: il santuario propriamente detto a ovest e ad est l'ergastérion o officina, probabilmente utilizzato da diversi artigiani che lavorano nell'Acropoli. Era raggiungibile attraverso un ingresso a propylon situato sul lato ovest e vi si innalzava una statua dell'eroe ateniese. Le fondazioni della costruzione furono rinvenute durante gli scavi per la costruzione del Museo dell'Acropoli (1865-1874), un edificio costruito nella parte orientale dell'Acropoli, chiuso nel 2007 per ricollocare la sua collezione all'interno della nuova sede ai piedi dell'Acropoli, inaugurata nel 2009.